# Golf tại Đại hội Thể thao Đông Nam Á 2005
Golf tại Đại hội Thể thao Đông Nam Á năm 2005 được tổ chức từ ngày 1 đến ngày 4 tháng 12 năm 2005 tại sân The Country Club ở Canlubang, Calamba, Laguna, Philippines. Chương trình thi đấu bao gồm hai nội dung chính: cá nhân và đồng đội cho cả nam và nữ. Thể thức thi đấu tính gộp điểm qua các vòng đấu để xác định kết quả chung cuộc.
Đoàn chủ nhà Philippines và Thái Lan giành được 2 tấm huy chương vàng cho mỗi đoàn.

## Bảng huy chương
| Hạng               | Đoàn               | Vàng | Bạc | Đồng | Tổng số |
| ------------------ | ------------------ | ---- | --- | ---- | ------- |
| 1                  | Philippines (PHI)  | 2    | 2   | 0    | 4       |
| 2                  | Thái Lan (THA)     | 2    | 1   | 1    | 4       |
| 3                  | Singapore (SIN)    | 0    | 1   | 1    | 2       |
| 4                  | Indonesia (INA)    | 0    | 0   | 1    | 1       |
| 4                  | Myanmar (MYA)      | 0    | 0   | 1    | 1       |
| Tổng số (5 đơn vị) | Tổng số (5 đơn vị) | 4    | 4   | 4    | 12      |

## Tóm tắt kết quả
| Nội dung     | Vàng                                                                             | Bạc                                                                            | Đồng                                                       |
| ------------ | -------------------------------------------------------------------------------- | ------------------------------------------------------------------------------ | ---------------------------------------------------------- |
| Đơn nam      | Juvic Pagunsan · Philippines                                                     | Ekalak Waisayakul · Thái Lan                                                   | Choo Tze Huang · Singapore                                 |
| Đồng đội nam | Philippines · Juvic Pagunsan · Jay Bayron · Michael Eric Bibat · Marvin Dumandan | Singapore · Quek Peng Xiang · Leong Kit Wai · Goh Kun Yang · Choo Tze Huang    | Myanmar · Bo Bo · Aung Win · Zaw Zin Win · Thein Zaw Myint |
|              |                                                                                  |                                                                                |                                                            |
| Đơn nữ       | Nontaya Srisawang · Thái Lan                                                     | Czarinah Buenviaje · Philippines                                               | Sukintorn Saensradi · Thái Lan                             |
| Đồng đội nữ  | Thái Lan · Nontaya Srisawang · Sukintorn Saensradi · Suteera Chanachai           | Philippines · Jayvie Marie Agojo · Frances Noelle Bondad · Ana Imelda Tanpinco | Indonesia · Lidia Ivina Jaya · Juriah · Risti Yuinda Putri |